# Zun zun rompiendo caderas
«Zun zun rompiendo caderas» es una canción del dúo de reguetón Wisin & Yandel. Es el primer sencillo del álbum Los vaqueros: El regreso, lanzado como descarga digital el 7 de diciembre de 2010. En una entrevista a Wisin en un Radio Show confirmó el remix oficial de la canción con Tego Calderón y Pitbull.

## Antecedentes
Después de que Wisin & Yandel anunciaron nuevo álbum, comenzó a haber mucha expectativa sobre el cual sería el siguiente sencillo del dúo, en un primer comunicado se había dicho que el primer sencillo sería «No dejemos que se apague», canción que cuenta con las colaboraciones de 50 Cent y T-Pain, pero después ya en un comunicado oficial el dúo dijo que hablaron y preferían que el primer sencillo fuera otro y después de hablar con la disquera se decidió que el primer sencillo sería «Zun Zun Rompiendo Caderas».

## Promoción
La canción fue estrenada a través de la radio a partir del 6 de diciembre de 2010 y disponible en formato digital el 7 de diciembre de 2010.

## Listas de posiciones
| Lista (2011)                          | Posición máxima |
| ------------------------------------- | --------------- |
| EU Latin Songs                        | 12              |
| EU Latin Tropical Airplay (Billboard) | 11              |